# فرانک کانورس
فرانک کانورس (انگلیسی: Frank Converse؛ زادهٔ ۲۲ مهٔ ۱۹۳۸) یک بازیگر سینما، و هنرپیشه اهل ایالات متحده آمریکا است.